# 101810 Beiyou
101810 Beiyou este o planetă minoră (asteroid), cu un diametru de 8,023 km, din centura de asteroizi. A fost descoperită pe 8 mai 1999 la Xinglong Station⁠(d) de Beijing Schmidt CCD Asteroid Program⁠(d). 
Obiectul prezintă o orbită caracterizată de o semiaxă mare de 3,2278398948651 UAi, o excentricitate de 0,16086287406877, o înclinație de 26,239999838569 ° în raport cu ecliptica.